# 奥体中心站 (郑州市)
奥体中心站位于中华人民共和国河南省郑州市中原区长椿南路与博体路交叉口，郑州奥林匹克体育中心东侧，是郑州地铁6号线与14号线的地铁换乘站，14号线部分于2019年9月19日投入运营，6号线部分于2022年9月30日投入运营。

## 车站结构
奥体中心站分为6号线车站和14号线车站两部分，6号线车站的主体结构位于长椿南路与博体路交叉口以西的博体路地下，呈东西向布置，长207.6米，宽23.7米。14号线车站的主体结构位于6号线车站东侧的长椿南路地下，呈南北向布置，长219.9米，宽23.7米，与6号线车站形成“T”形交叉。

### 车站楼层
奥体中心站6号线车站主体结构为地下四层车站，B1层为设备层，B2层为站厅层，B4层为6号线站台层。14号线车站主体结构为地下三层车站，B1层为设备层，B2层为站厅层，B3层为14号线站台层

#### 6号线车站楼层
| 1F  | 地面     | C、D出入口                                       | C、D出入口                                       | C、D出入口                                       |
| B1F | 设备层   | 车站设备                                         | 车站设备                                         | 车站设备                                         |
| B2F | 站厅     | 客服中心、自动售票机、行李检查、闸机、车站控制室 | 客服中心、自动售票机、行李检查、闸机、车站控制室 | 客服中心、自动售票机、行李检查、闸机、车站控制室 |
| B4F | █ 6号线  | 往清华附中方向（常庄）                           | 往清华附中方向（常庄）                           | 往清华附中方向（常庄）                           |
| B4F | 岛式站台 | 至 █ 14号线站台                                  | 至站厅                                           |                                                  |
| B4F | █ 6号线  | 往贾峪方向（奥体中心西）                         | 往贾峪方向（奥体中心西）                         | 往贾峪方向（奥体中心西）                         |

#### 14号线车站楼层
| 1F  | 地面     | B、F出入口                                       | B、F出入口                                       | B、F出入口                                       |
| B1F | 下沉广场 | E出入口                                          | E出入口                                          | E出入口                                          |
| B1F | 设备层   | 车站设备                                         | 车站设备                                         | 车站设备                                         |
| B2F | 站厅     | 客服中心、自动售票机、行李检查、闸机、车站控制室 | 客服中心、自动售票机、行李检查、闸机、车站控制室 | 客服中心、自动售票机、行李检查、闸机、车站控制室 |
| B3F | █ 14号线 | 往须水方向（市委党校）                           | 往须水方向（市委党校）                           | 往须水方向（市委党校）                           |
| B3F | 岛式站台 |                                                  | 至站厅 至 █ 6号线站台                            | 卫生间                                           |
| B3F | █ 14号线 | 往莲湖方向（莲湖）                               | 往莲湖方向（莲湖）                               | 往莲湖方向（莲湖）                               |

### 站厅
奥体中心站的6号线车站和14号线车站各设1座站厅，均位于B2层，各设有客服中心、自动售票机、安全检查、车站控制室等设施，站厅由闸机和栏杆分隔为付费区和非付费区，6号线站厅的东端与14号线站厅连通，付费区和非付费区均互相连接。两座站厅的付费区内均设有自动扶梯、楼梯和无障碍电梯，连接对应的站台。14号线站厅近F口道通处设卫生间和母婴室。

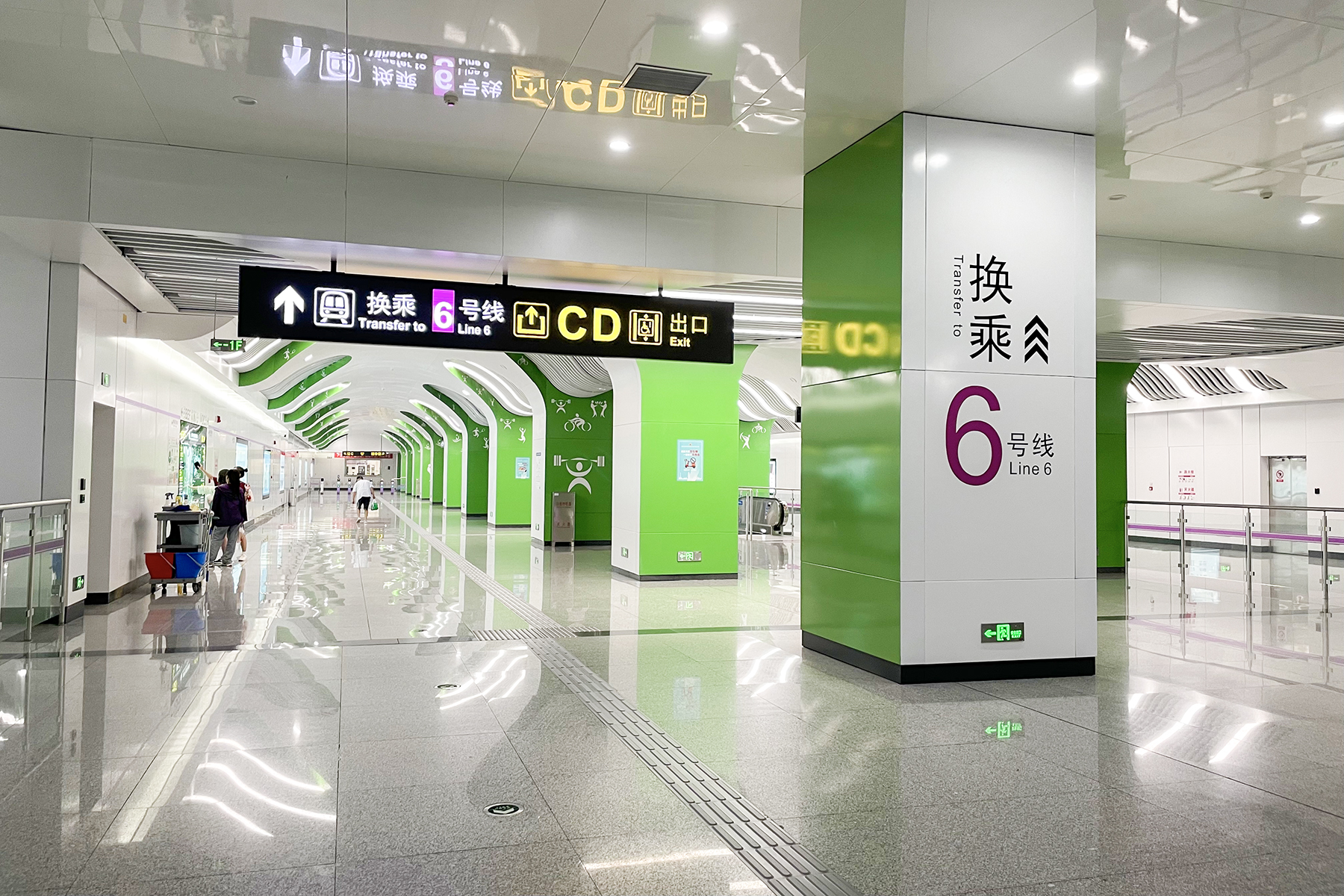
6号线站厅与14号线站厅连接处
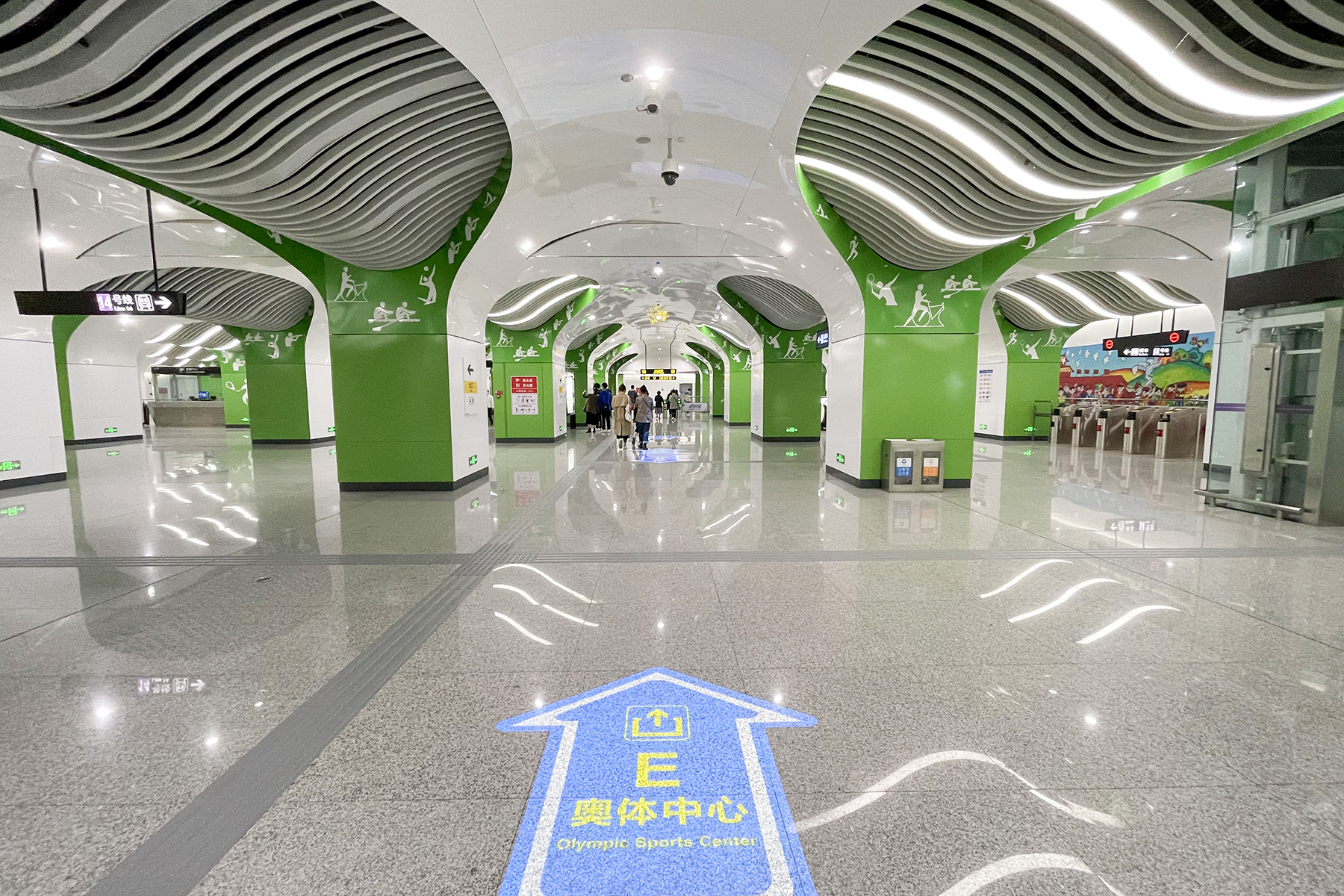
14号线站厅及地面的投影导向指示

### 站台
奥体中心站的6号线车站和14号线车站各设1座岛式站台，均安装有高站台门。6号线站台位于B4层，呈东西向，北侧站台面由往贾峪方向列车的使用，南侧站台面由往清华附中方向的列车使用。14号线站台呈南北向，西侧站台面由往莲湖方向列车的使用，东侧站台面由往须水方向的列车使用，站台南端设卫生间和母婴室。两座岛式站台呈“T”型布置，形成T型节点换乘。换乘节点位于14号线站台中部，设有楼梯通道连接6号线站台的东端。

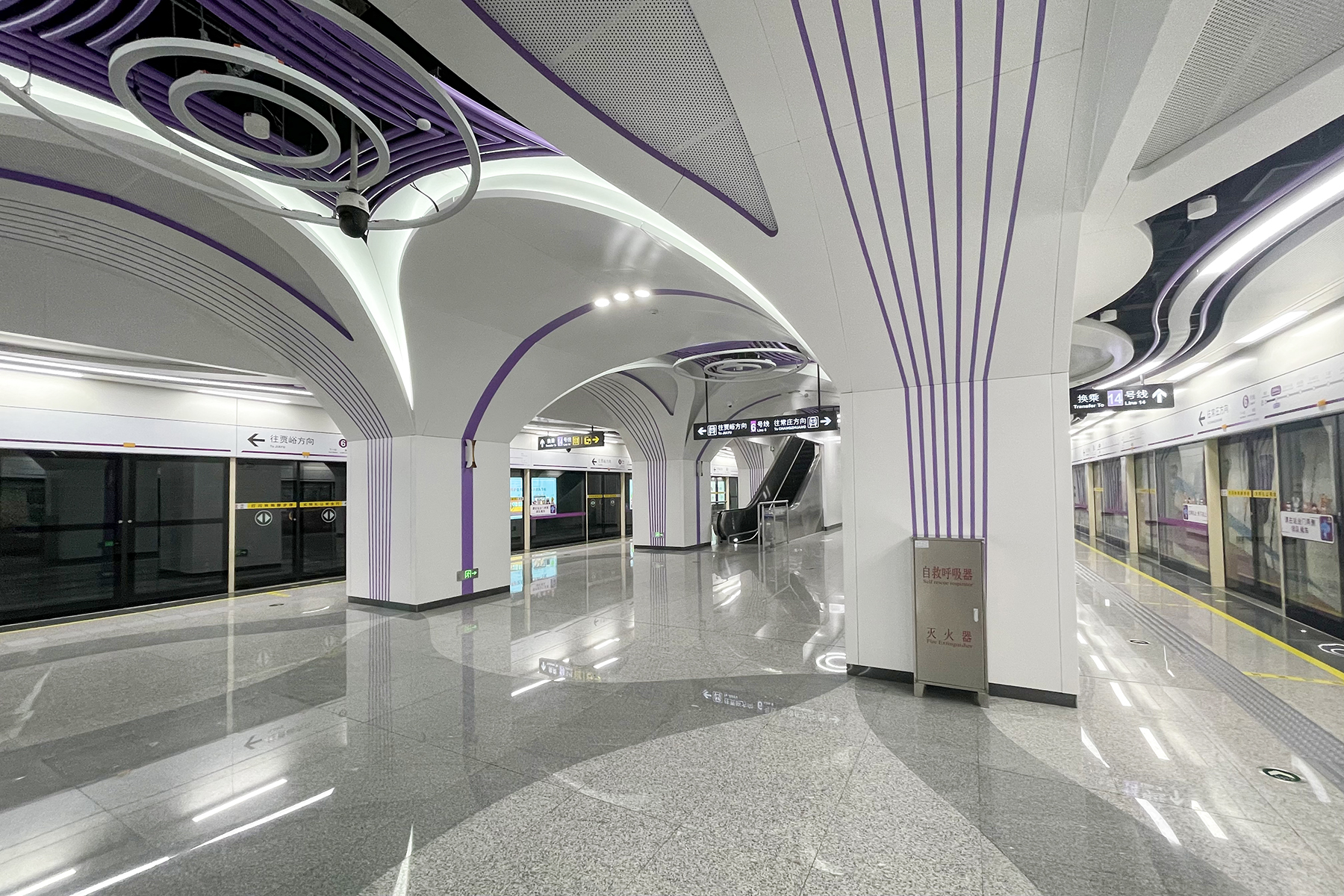
6号线站台
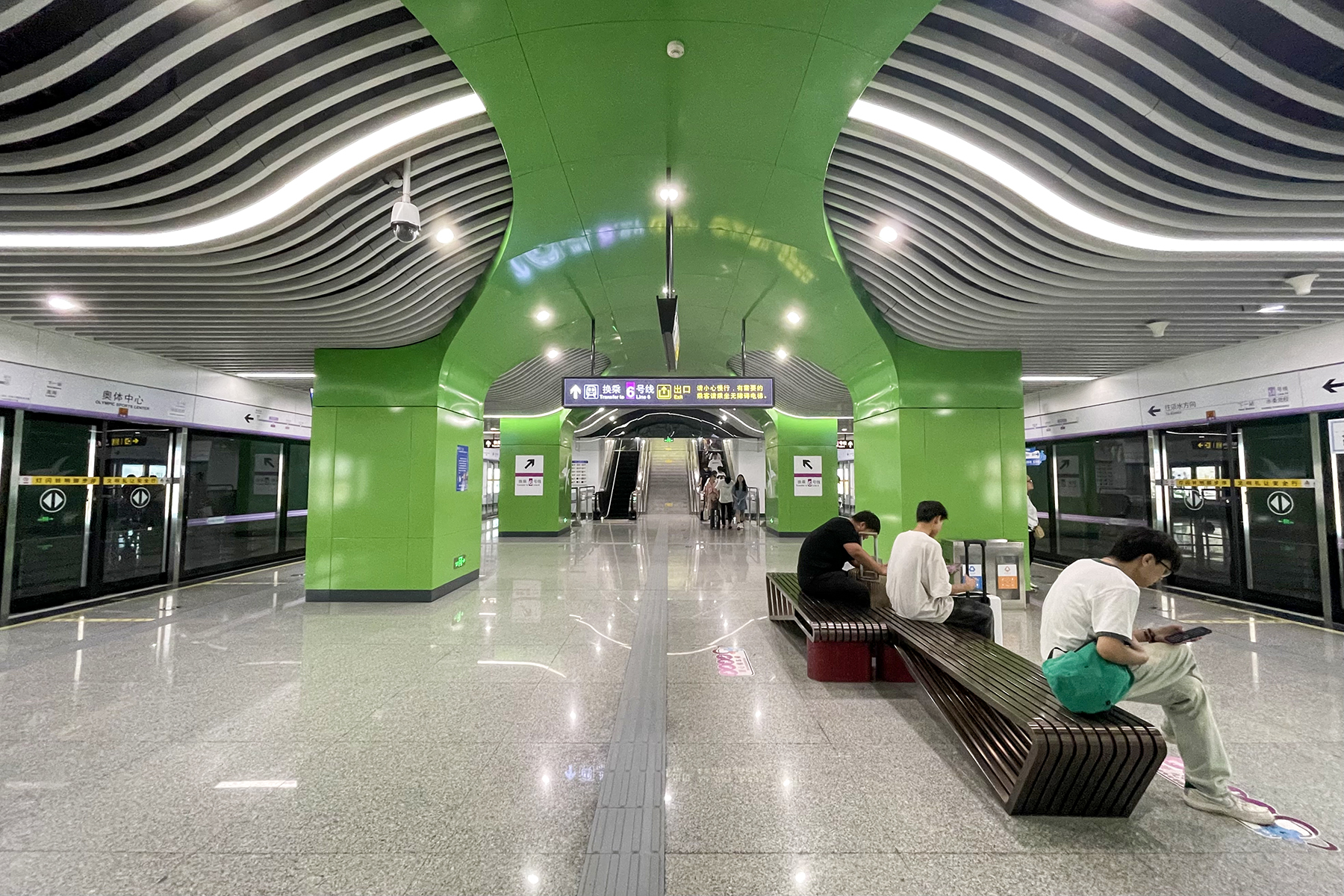
14号线站台
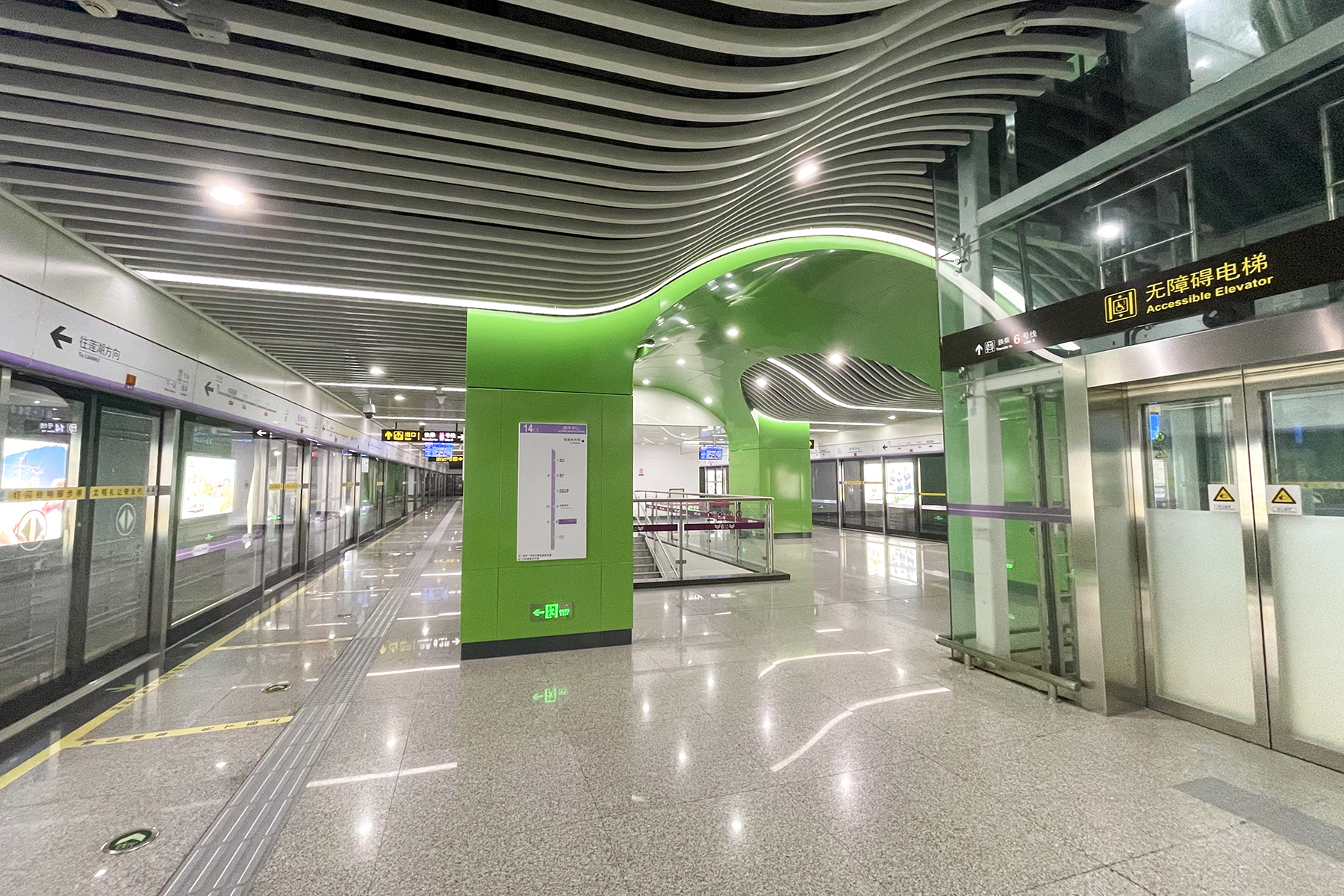
14号线站台中部的无障碍电梯和换乘楼梯

### 出入口
奥体中心站目前开通5个出入口，其中C、D口分别位于博体路的南侧和北侧，连接地面和6号线站厅，B、F口位于博体路和长椿南路交叉路口的西南角和东北角，连接地面和14号线站厅，E口位于郑州奥体中心的下沉广场，连接14号线站厅，B口和F口设无障碍电梯。
该站各出入口信息如下表所示。
| 长椿路博体路 | 长椿路博体路 | 长椿路博体路 | 长椿路博体路 | 长椿路博体路 |
| 编号         | 路线         | 路线         | 路线         | 备注         |
| ------------ | ------------ | ------------ | ------------ | ------------ |
| S180         | 凯旋路公交站 | ⇆            | 玉祥路金田路 |              |

| 长椿路博体路 | 长椿路博体路 | 长椿路博体路 | 长椿路博体路 | 长椿路博体路 |
| 编号         | 路线         | 路线         | 路线         | 备注         |
| ------------ | ------------ | ------------ | ------------ | ------------ |
| S180         | 凯旋路公交站 | ⇆            | 玉祥路金田路 |              |

## 车站装饰
奥体中心站14号线站厅顶部为一片片橄榄叶造型，车站立柱上印有运动元素的人物造型，体现运动特色。14号线站厅设有两面以儿童为主题的文化墙，作品以天安门、长城作为中心，用儿童画的手法，描绘了身穿各民族特色服饰的儿童们欢歌笑舞的场面。
与大多数郑州地铁车站一样，奥体中心站的站台上设有站名书法大字壁，6号线和14号线的站名均由清华大学美术学院教授王宏剑题写，但是为不同的作品。

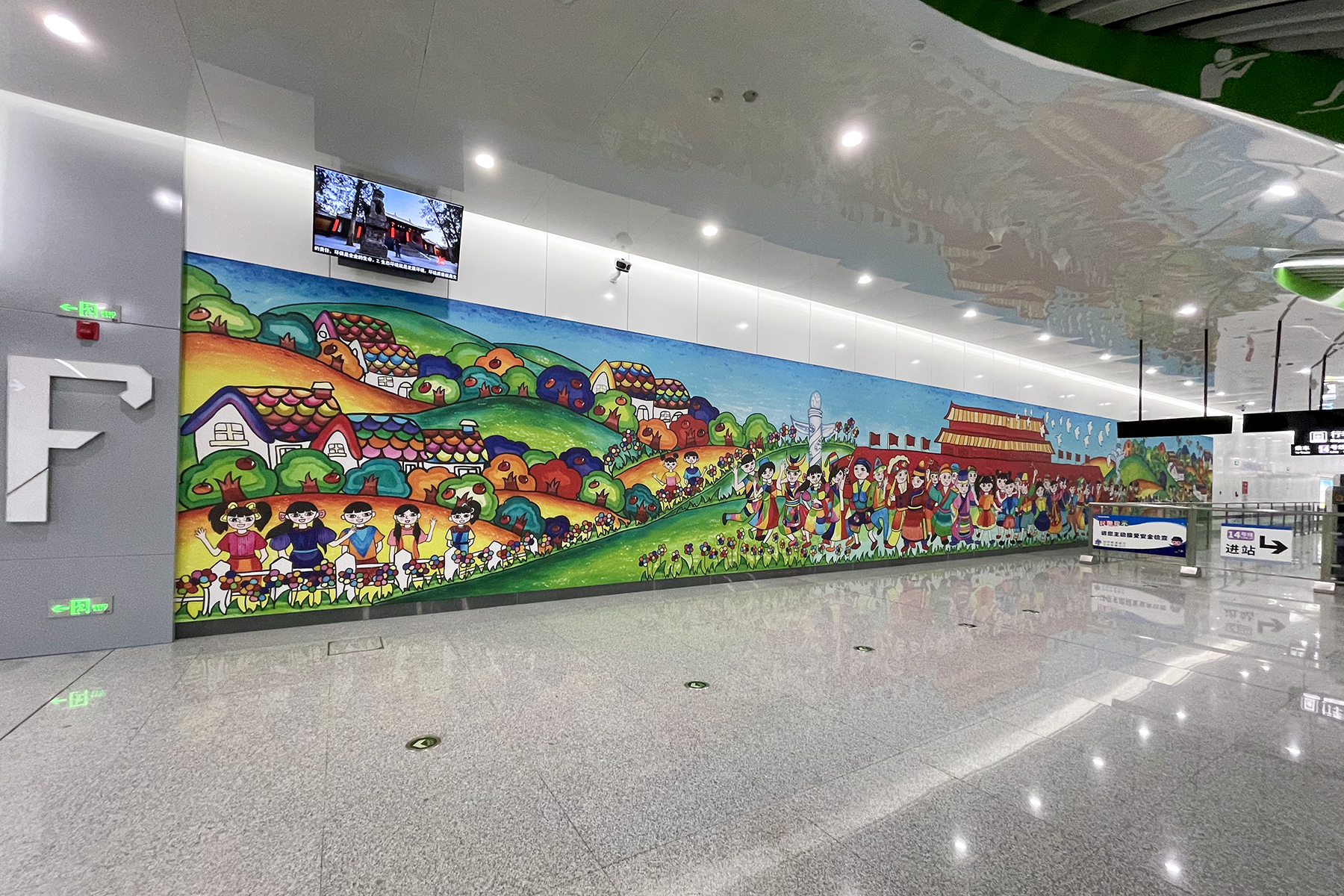
位于14号线站厅的文化墙
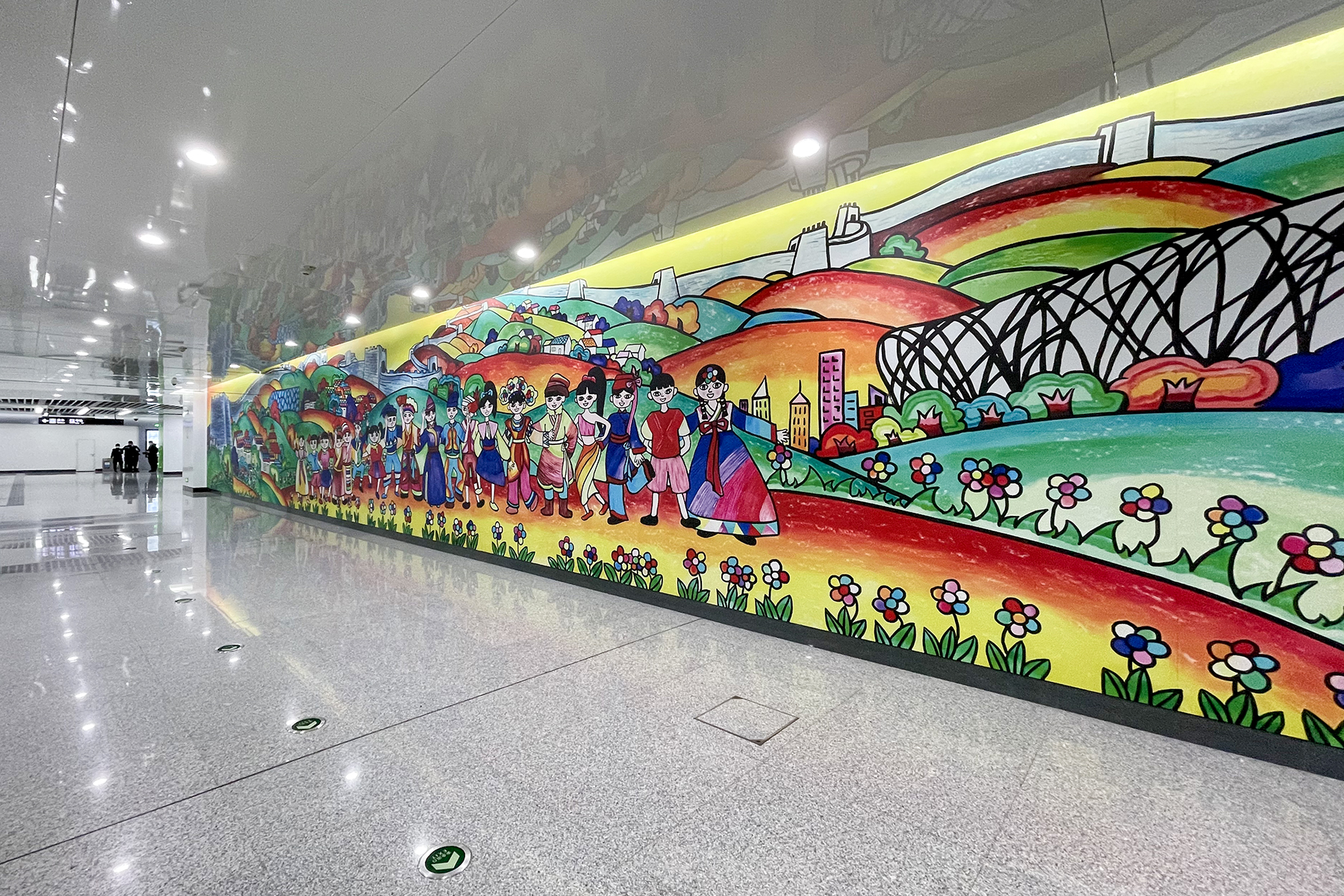
位于14号线站厅的文化墙
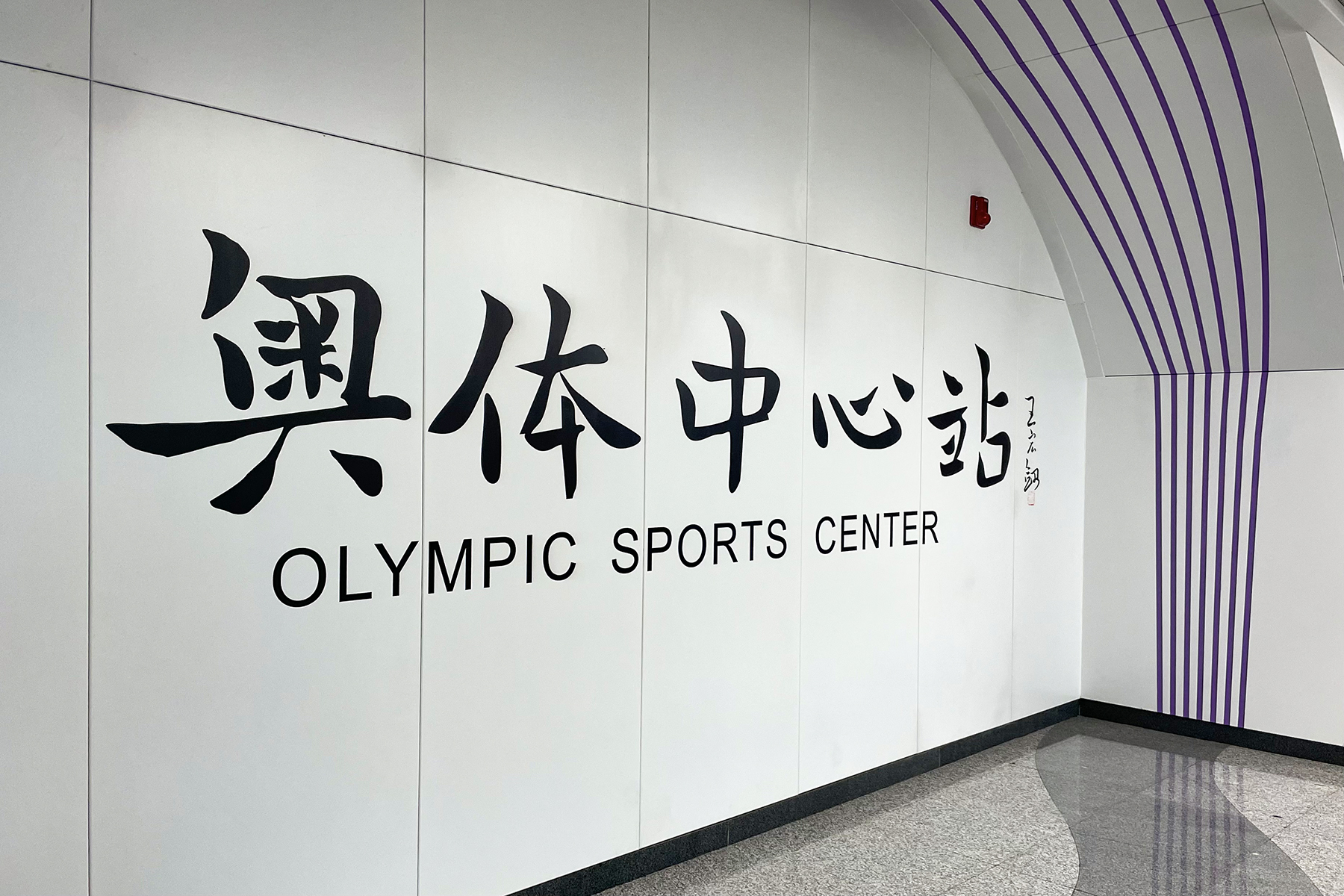
6号线站台上的书法站名大字壁
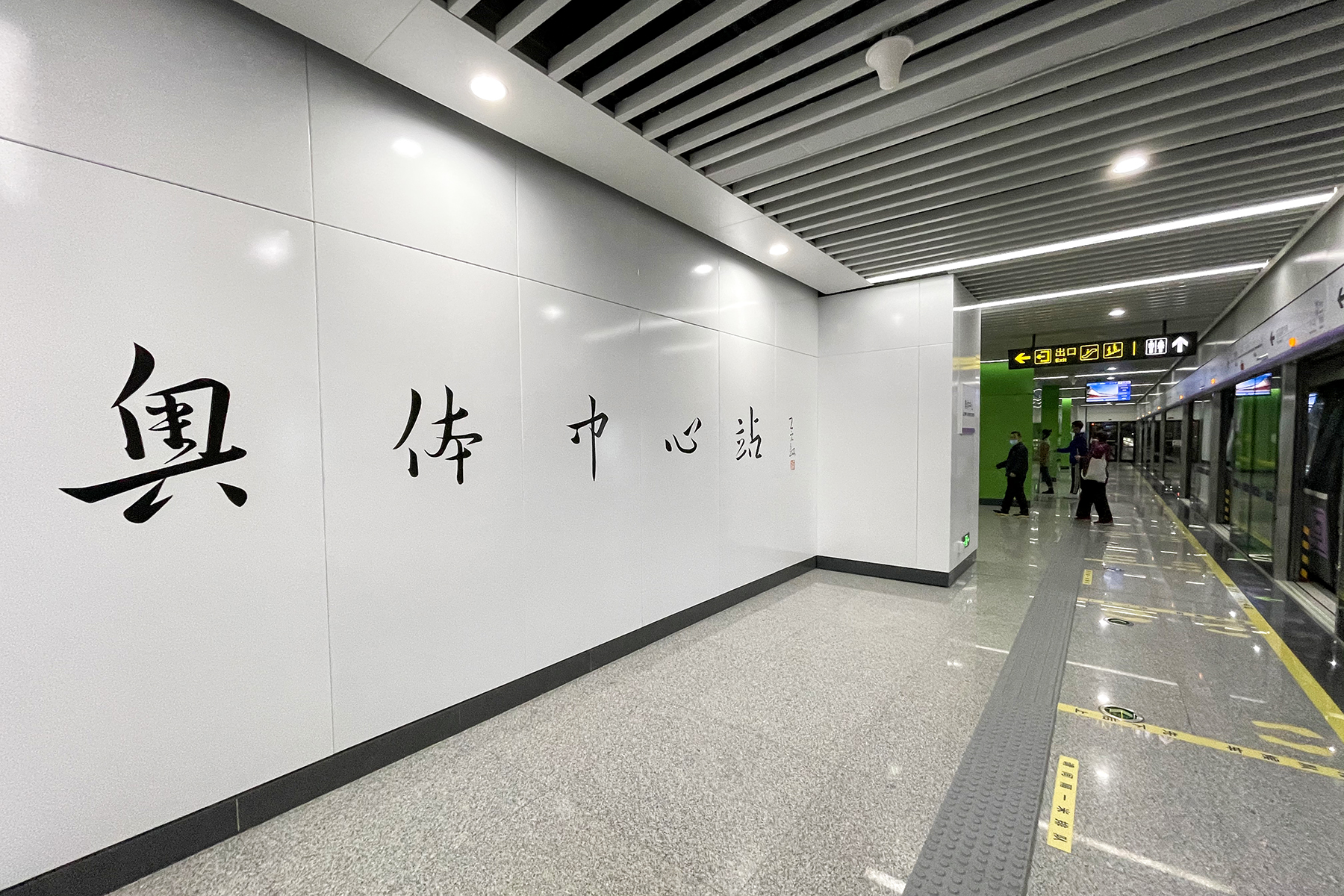
14号线站台上的书法站名大字壁

## 历史
奥体中心站于2019年9月19日随郑州地铁14号线开通初期运营而启用。
2020年1月28日起，本站随郑州地铁14号线暂停运营，至2020年11月4日起随14号线的恢复运营而重新启用。2021年7月20日，受特大暴雨影响，该站随郑州地铁全线网停运。直至2022年8月29日，再次随14号线的恢复运营而重新启用。
2022年9月30日，郑州地铁6号线一期西段开通初期运营，该站成为6号线与14号线的换乘站。